# Гаранина, Светлана Петровна
Светла́на Петро́вна Гара́нина (род. 22 августа 1939, Тула) — российский учёный, специалист по истории книги и фотографии, профессор кафедры книговедения Московского государственного университета культуры и искусств.

## Биография
Родилась 22 августа 1939 года в Туле, затем вместе с семьёй переехала в Москву. В 1959 году поступила в Московский библиотечный институт. В 1968 году была принята в аспирантуру, защитив по её окончании кандидатскую диссертацию, посвящённую Императорскому Русскому техническому обществу. После защиты осталась работать в институте в качестве старшего преподавателя. В 1982 году получила должность доцента. В настоящее время работает профессором Московского государственного института культуры, который в настоящее время имеет особый статус среди пятидесяти российских вузов культуры, играя заметную роль в становлении региональных вузов. Преподает книговедение и историю книги.

## Научная деятельность
С. П. Гаранина является первым биографом и ведущим исследователем творчества С. М. Прокудина-Горского. Под её авторством вышел ряд учебных пособий, которые по содержанию сравнимы с монографиями. К их числу относят следующие: «Естественнонаучная книга в России» (1985) и «Советская естественнонаучная книга. 1917—1945 гг.» (1989). В 2009 году вышло в свет её пособие «Книга как объект изучения (книговедческий аспект)». По словам академика РАХ О. Р. Хромова, она «многое прояснила и упорядочила в сознании начинающих исследователей относительно сложного и крайне запутанного вопроса о методах и предмете книговедения». Помимо учебных пособий, Гараниной разработаны авторские курсы «Искусство книги», «Дизайн книги» (для студентов, обучающихся по специальности «Книжно-информационная деятельность»). О. Р. Хромов пишет:
Подход к изучению книги в лекциях С. П. Гараниной, манера и методика её преподавания истории книги, общий взгляд на книгу делали её лекции не только оригинальными, но открывающими новому поколению книговедов скрытые, забытые в силу идеологии темы и подходы в книговедении, возрождая и продолжая естественное развитие этой научной дисциплины в России. Внимание, с которым С. П. Гаранина относится к своим ученикам, строгость и доброжелательность, стремление не просто отдать свои знания, а взрастить их в своих учениках с тем, чтобы увидеть их плоды, позволяют говорить о С. П. Гараниной как идеальном наставнике студенчества.

## Избранные публикации
Автор множества научных работ, в том числе:
- С. П. Гаранина. «Л. Н. Толстой на цветном фото» (1970).
- С. П. Гаранина «Российская империя Прокудина-Горского. 1905—1916» — Изд-во «Красивая страна», 2006. ISBN 5-902898-10-2.

Автор сценария к документальному фильму о С. М. Прокудине-Горском «Цвет времени» (киностудия «XXI век», 2007).